# ویلیام کویست
ویلیام کویست (دانمارکی: William Vitved Kvist زادهٔ ۲۴ فوریهٔ ۱۹۸۵) بازیکن فوتبال اهل دانمارک است. پست تخصصی این بازیکن نیز، هافبک است.

## تیم ملی
وی برای تیم ملی دانمارک ۳۸ بازی انجام داده و ۱ گل به ثمر رسانده‌است.